# 1242 Zambesia
1242 Zambesia هو كويكب، يقع ضمن حزام الكويكبات. اكتشف في 28 أبريل 1932. وقد اكتشفه سيريل جاكسون.

## روابط خارجية
- 1242 Zambesia في قاعدة بيانات مختبر الدفع النفاث لأجرام النظام الشمسي الصغيرة

- الاكتشاف · مخطط المدار ·  العناصر المدارية · المعلمات المادية

- 1242 Zambesia على موقع ويكي سكاي: DSS2, SDSS, GALEX, IRAS, Hydrogen α, X-Ray, Astrophoto, Sky Map, Articles and images